# أوكسانا فيدوروفا
أوكسانا غيناديفنا فيدوروفا (بالروسية: Оксана Геннадьевна Фёдорова) وحملت بعد الزوج اسم ; أوكسانا غيناديفنا بورودين (بالروسية: Оксана Геннадьевна Бородина) ؛ ولدت 17 ديسمبر 1977 في بسكوف) مضيفة، شخصية تلفزيونية، مغنية وممثلة، مصممة الأزياء، ملكة جمال سابقة وضابط شرطة متقاعدة.
أصبح فيدوروفا أول ملكة جمال روسيا تفوز في مسابقة ملكة جمال الكون، وحاملة اللقب لمدة 119 يوما حتى تجريدها منه بحجة عدم التزامها بأداء المهام المترتبة على منصب ملكة جمال الكون، وتمرير التاج إلى خوستيني باسيك من بنما, بدأت فيدوروفا في الأعمال الترفيهية كعارضة أزياء.
شاركت سنة 2009 و2010 في مهرجان سلافيانسكي بازار الشهير في فيتيبسك، الذي يجمع المشاركين من جميع أوروبا الشرقية للاحتفال بالموسيقى السلافية.

## روابط خارجية
- الموقع الرسمي
- تويتر أوكسانا فيدوروفا
- Oxana Fedorova's Charity Fund "Спешите делать добро!" (Hurry To Create Wonders!)
- Russian Orthodox Maecenas Club
- Spokoinoi Nochi, Malyshi Official Website
- UNICEF Russia information on Ms. Fedorova
- OFERA by Oxana Fedorova
- Телеканал Россия 1 (TV Channel Rossiya 1)
- РТР-Планета (RTR Planeta TV Channel)
- أوكسانا فيدوروفا على موقع IMDb (الإنجليزية)
- أوكسانا فيدوروفا على موقع ميوزك برينز (الإنجليزية)
- أوكسانا فيدوروفا على موقع ديسكوغز (الإنجليزية)
- أوكسانا فيدوروفا على موقع قاعدة بيانات الفيلم (الإنجليزية)
- أوكسانا فيدوروفا على موقع كينوبويسك (الروسية)